# Keuppia
Keuppia je vyhynulým rodem chobotnice, žijícím v období křídy (asi před 95 miliony let) na území dnešního Libanonu. Rod byl popsán v roce 2009 a to hned ve dvou druzích - K. hyperbolaris a K. levante. Jde o velmi vzácný případ, kdy se pravěká chobotnice dochová do současnosti jako fosílie. Příbuzným rodem byl Styletoctopus, objevený ve stejném souvrství a na stejné lokalitě.